# Reáljogok
A reáljogok (Latin jura realia) általában oly jogok, melyeknél a jogosult alany nem közvetlenül, hanem csak közvetve, akként van meghatározva, hogy a jog valamely általános minőséghez van kötve s jogosult az, akiben ez a minőség megvalósul.
Legfontosabb esete a reáljogoknak az, mikor a jog valamely ingatlannal van egybekapcsolva akként, hogy az ingatlannak tulajdonosa egyúttal az illető jognak alanya.
A modern jogfejlődés egy igen nevezetes reáljogot hozott létre a birtokosra, vagyis az ún. bemutatóra, „au porteur” szóló jogot, melynél a jogosított az, aki a jogra vonatkozó okiratnak van birtokában, amelyeknek jelentőségét emeli még az, hogy össz-szerűen meghatározott jogalanyra szóló jogok üres forgatmány útján „au porteur” szóló jogokra változhatnak át.
A reáljogoknak ellentétei a személyes jogok (jura personalia), amelyeknél a jog keletkezésével a jognak alanya is bizonyos. Ezek kétfélék: a) az ún. legszemélyesebb jogok (jura personalissima), amelyek oly szorosan függnek össze a jogosított személyével, hogy attól el sem választhatók, tehát át nem ruházhatók, öröklés útján át nem szállhatnak, hanem a jogosított halálával elenyésznek; b) a szorosabb értelemben vett személyes jogok, melyek átruházhatók s örökség útján átszállhatnak: ilyen a legtöbb vagyoni jog.

## Tipológia
1. Tulajdonjog
2. Birtoklási jog